# 林元熙
林元熙（韓語：임원희，1970年10月11日—），韓國男演員。

## 影視作品

### 電視劇
- 2010年：KBS《戰友》飾演 金俊範
- 2012年：SBS《蠑螈道士和影子操作團》飾演 元三
- 2012年：JTBC《症候群》飾演 吳光熙
- 2013年：tvN《戀愛操作團：大鼻子情聖》飾演 金哲秀（特別出演）
- 2014年：SBS《你們被包圍了》飾演 車太浩
- 2016年：SBS《浪漫醫生金師傅》飾演 張基泰
- 2016年：SBS《藍色海洋的傳說》（特別出演）
- 2017年：JTBC《大力女子都奉順》飾演 白守卓
- 2018年：SBS《油膩的melo》飾演 王春秀
- 2018年：tvN《Nine Room》飾演 方尚秀
- 2018年：SBS《狐狸新娘星》賣場職員（特別出演）
- 2019年：JTBC《輔佐官–改變世界的人們》飾演 高石滿
- 2019年：tvN《請融化我吧》飾演 孫賢基
- 2020年：SBS《浪漫醫生金師傅2》飾演 張基泰
- 2020年：KBS Drama Special《摩登女孩（朝鲜语：모단걸）》飾演 富翁（特別出演）
- 2021年：Netflix《Move to Heaven：我是遺物整理師》飾 吳顯彰律師
- 2021年：OCN Original Series《黑洞》飾演 警長 朴順日 [1][2]
- 2021年：TVING《來魔女食堂吧》飾 崔孝植
- 2021年：KBS2《花開時想月》飾演 黃所由 [3]
- 2022年：KBS2《瘋狂愛上你》飾演 朴安泰
- 2022年：MBC《現在開始是Showtime！》飾演 玉皇大帝（特別出演）
- 2023年：SBS《浪漫醫生金師傅3》飾演 張基泰

### 電影
- 2001年：《杀手公司》饰演 神父
- 2001年：《這就是法律（朝鲜语：이것이 법이다）》飾演 奉洙哲
- 2002年：《有趣的電影（朝鲜语：재밌는 영화）》飾演 皇甫
- 2002年：《無血無淚》飾演 水母
- 2002年：《四房窸敵（朝鲜语：묻지마 패밀리）》飾演 不忠妻子的丈夫
- 2003年：《實尾島風雲》飾演 隊員
- 2004年：《三更2 割愛》飾演 恐怖分子
- 2007年：《愛未知（朝鲜语：M (2007년 영화)）》 特別出演
- 2007年：《謀殺快樂（朝鲜语：죽어도 해피엔딩）》飾演 經紀人
- 2007年：《食客》飾演 歐峰洙
- 2008年：《打抱不平（朝鲜语：다찌마와 리: 악인이여 지옥행 급행열차를 타라!）》飾演Dachimawa Lee
- 2009年：《黃金時代》
- 2010年：《大韓民國1%（朝鲜语：대한민국 1%）》
- 2010年：《競猜王（朝鲜语：퀴즈왕）》
- 2011年：《逮捕王（朝鲜语：체포왕）》 特別出演
- 2011年：《浪漫天堂（朝鲜语：로맨틱 헤븐）》
- 2011年：《偶像先生（朝鲜语：Mr. 아이돌）》
- 2012年：《我是王》飾演 海久
- 2013年：《美娜文具店（朝鲜语：미나문방구）》特別出演
- 2013年：《溫暖的再見》飾演 奉植
- 2013年：《恐怖故事2》飾演 老師（特別演出）
- 2013年：《我愛你！真英（朝鲜语：사랑해! 진영아）》飾演 婦產科醫生
- 2015年：《米酒女孩（朝鲜语：막걸스）》
- 2015年：《三個夏天的夜晚（朝鲜语：쓰리 썸머 나잇）》飾演 達洙
- 2015年：《憤怒的律師（朝鲜语：성난 변호사）》飾演 朴事務長
- 2017年：《與神同行》飾演 判官
- 2018年：《錢袋（朝鲜语：머니백）》飾演 白社長
- 2018年：《與神同行：最終審判》飾演 判官
- 2018年：《夏末（朝鲜语：늦여름 (영화)）》飾演 政峰(臺灣片名：舊愛來作客)
- 2019年：《天文：問天（朝鲜语：천문: 하늘에 묻는다）》飾演 任孝敦
- 2019年：《再婚的技術（朝鲜语：재혼의 기술）》飾演 慶浩 [4]
- 2019年：《各自的美食（朝鲜语：각자의 미식）》[5]
- 2020年：《盗墓同盟》飾演 鏟怪 [6][7]

### 廣告CF
- 2018年 E1 Orange card 第一集 （页面存档备份，存于）第二集第三集第四集
- 2018年 首爾長壽 人生米酒 서울장수 인생막걸리
- 2019年 Lotte card（朝鲜语：롯데카드） QR Pay 廣告
- 2019年 地下城與勇士廣告 （页面存档备份，存于） (與鄭石勇共同出演)

## 提名及獲獎列表
| 年度   | 頒獎典禮         | 獎項                        | 作品                  | 結果 |
| 2008年 | 第29屆青龍電影獎 | 最佳男配角獎                | 食客 (電影)           | 提名 |
| 2015年 | MBC演藝大賞      | 綜藝類男子人氣獎            | 真正的男人            | 獲獎 |
| 2016年 | SBS演技大賞      | 體裁類電視劇 男子特別演技獎 | 浪漫醫生金師傅        | 提名 |
| 2018年 | SBS演藝大賞      | Best Entertainer獎          | 我家的熊孩子          | 獲獎 |
| 2018年 | SBS演技大賞      | 男子助演獎                  | 油膩的Melo （王春秀） | 獲獎 |
| 2020年 | SBS演藝大賞      | Best couple獎(與鄭石勇)     | 我家的熊孩子          | 獲獎 |